# L'Invitée (film, 1969)
Pour les articles homonymes, voir L'Invitée.
Pour plus de détails, voir Fiche technique et Distribution.
L'Invitée (L'invitata) est un film franco-italien réalisé par Vittorio De Seta sorti en 1969.
Le quartier de Planoise à Besançon, récemment construit à l'époque, sert de décor au film.

## Synopsis
Anne est mariée à Laurent qui revient d'Angleterre avec une "invitée". S'apercevant que celui-ci l'a trompée, elle se refugie à son bureau, où son patron, passant prendre un dossier, lui propose de l'emmener en Camargue où elle est attendue par des amis, lui devant rejoindre sa femme. Au cours du voyage, dans un paysage hivernal et frileux, une complicité tendre s'établit entre eux, les rencontres se succédant.

## Fiche technique
Sauf indication contraire, les informations mentionnées dans cette section peuvent être confirmées par la base de données cinématographiques Unifrance,  présente dans la section « Liens externes ».
- Titre français : L'Invitée
- Titre original italien : L'invitata
- Réalisation et scénario : Vittorio De Seta
- Coscénaristes : Tonino Guerra et Lucile Laks
- Photographie : Luciano Tovoli
- Musique : Georges Garvarentz
- Montage : Emma Le Chanois
- Sociétés de production : Office de productions, éditions et réalisations artistiques (OPERA), Cormons Films
- Pays de production :  Italie •  France
- Langue originale : français
- Durée : 105 minutes
- Genre : Comédie psychologique
- Date de sortie : 
  - France : 31 octobre 1969
  - Italie : 27 août 1970
  - Belgique : 28 janvier 1972

## Distribution
- Joanna Shimkus : Anne
- Michel Piccoli : François Desailly
- Jacques Perrin : Laurent
- Paul Barge : Paul, le sculpteur
- Jacques Rispal : le boulanger
- Albert Dagnant
- Clotilde Joano : Michèle
- Lorna Heilbron